# Athlétisme aux Jeux olympiques d'été de 1948
Pour des articles plus généraux, voir Jeux olympiques d'été de 1948 et Athlétisme aux Jeux olympiques.
Navigation
Les épreuves d'athlétisme des Jeux olympiques d'été de 1948 ont eu lieu du 30 juillet au 7 août 1948 au Stade de Wembley de Londres, au Royaume-Uni. 745 athlètes issus de 53 nations ont pris part aux 33 épreuves du programme (24 masculines et 9 féminines).

## Faits marquants
Quatre nouvelles disciplines apparaissent : le 10 km marche masculin, absent depuis les Jeux de 1924, ainsi que trois épreuves féminines : le 200 mètres, le saut en longueur et le lancer du poids.

## Résultats

### Hommes
| Épreuves | Or                                                                                 | Argent                                                                               | Bronze                                                                            |
| --- | ---------------------------------------------------------------------------------- | ------------------------------------------------------------------------------------ | --------------------------------------------------------------------------------- |
| 100 m détails | Harrison Dillard (USA) 10 s 3 (OR)                                                 | Barney Ewell (USA) 10 s 4                                                            | Lloyd LaBeach (PAN) 10 s 4                                                        |
| 200 m détails | Mel Patton (USA) 21 s 1                                                            | Barney Ewell (USA) 21 s 1                                                            | Lloyd LaBeach (PAN) 21 s 2                                                        |
| 400 m détails | Arthur Wint (JAM) 46 s 2 (OR)                                                      | Herb McKenley (JAM) 46 s 4                                                           | Mal Whitfield (USA) 46 s 9                                                        |
| 800 m détails | Mal Whitfield (USA) 1 min 49 s 2 (OR)                                              | Arthur Wint (JAM) 1 min 49 s 5                                                       | Marcel Hansenne (FRA) 1 min 49 s 8                                                |
| 1 500 m détails | Henry Eriksson (SWE) 3 min 49 s 8                                                  | Lennart Strand (SWE) 3 min 50 s 4                                                    | Willem Slijkhuis (NED) 3 min 50 s 4                                               |
| 5 000 m détails | Gaston Reiff (BEL) 14 min 17 s 6 (OR)                                              | Emil Zátopek (TCH) 14 min 17 s 8                                                     | Willem Slijkhuis (NED) 14 min 26 s 8                                              |
| 10 000 m détails | Emil Zátopek (TCH) 29 min 59 s 6 (OR)                                              | Alain Mimoun (FRA) 30 min 47 s 4                                                     | Bertil Albertsson (SWE) 30 min 53 s 6                                             |
| Marathon détails | Delfo Cabrera (ARG) 2 h 34 min 51                                                  | Thomas Richards (GBR) 2 h 35 min 07                                                  | Étienne Gailly (BEL) 2 h 35 min 33                                                |
| 110 m haies détails | William Porter (USA) 13 s 9 (OR)                                                   | Clyde Scott (USA) 14 s 1                                                             | Craig Dixon (USA) 14 s 1                                                          |
| 400 m haies détails | Roy Cochran (USA) 51 s 1 (OR)                                                      | Duncan White (SRI) 51 s 8                                                            | Rune Larsson (SWE) 52 s 2                                                         |
| 3 000 m steeple détails | Tore Sjöstrand (SWE) 9 min 04 s 6                                                  | Erik Elmsäter (SWE) 9 min 08 s 2                                                     | Göte Hagström (SWE) 9 min 11 s 8                                                  |
| 4 × 100 m détails | États-Unis Barney Ewell Lorenzo Wright Harrison Dillard Mel Patton 40 s 6          | Grande-Bretagne Alastair McCorquodale Jack Gregory Kenneth Jones John Archer 41 s 3  | Italie Michele Tito Enrico Perucconi Carlo Monti Antonio Siddi 41 s 5             |
| 4 × 400 m détails | États-Unis Roy Cochran Clifford Bourland Arthur Harnden Mal Whitfield 3 min 10 s 2 | France Jean Kerébel Francis Schewetta Robert Chef d’Hôtel Jacques Lunis 3 min 14 s 8 | Suède Kurt Lundquist Lars-Erik Wolfbrandt Folke Alnevik Rune Larsson 3 min 16 s 0 |
| 10 km marche détails | John Mikaelsson (SWE) 45 min 13 s 2                                                | Ingemar Johansson (SWE) 45 min 43 s 8                                                | Fritz Schwab (SUI) 46 min 00 s 2                                                  |
| 50 km marche détails | John Ljunggren (SWE) 4 h 41 min 52                                                 | Gaston Godel (SUI) 4 h 48 min 17                                                     | Tebbs Lloyd Johnson (GBR) 4 h 48 min 31                                           |
| Saut en longueur détails | William Steele (USA) 7,82 m                                                        | Theodore Bruce (AUS) 7,55 m                                                          | Herb Douglas (USA) 7,54 m                                                         |
| Triple saut détails | Arne Åhman (SWE) 15,40 m                                                           | George Avery (AUS) 15,36 m                                                           | Ruhi Sarıalp (TUR) 15,02 m                                                        |
| Saut en hauteur détails | John Winter (AUS) 1,98 m                                                           | Bjørn Paulson (NOR) 1,95 m                                                           | George Stanich (USA) 1,95 m                                                       |
| Saut à la perche détails | Guinn Smith (USA) 4,30 m                                                           | Erkki Kataja (FIN) 4,20 m                                                            | Bob Richards (USA) 4,20 m                                                         |
| Lancer du poids détails | Wilbur Thompson (USA) 17,12 m (OR)                                                 | James Delaney (USA) 16,68 m                                                          | James Fuchs (USA) 16,42 m                                                         |
| Lancer du disque détails | Adolfo Consolini (ITA) 52,78 m (OR)                                                | Giuseppe Tosi (ITA) 51,78 m                                                          | Fortune Gordien (USA) 50,77 m                                                     |
| Lancer du marteau détails | Imre Németh (HUN) 56,07 m                                                          | Ivan Gubijan (YUG) 54,27 m                                                           | Robert Bennett (USA) 53,73 m                                                      |
| Lancer du javelot détails | Tapio Rautavaara (FIN) 69,77 m                                                     | Steve Seymour (USA) 67,56 m                                                          | József Várszegi (HUN) 67,03 m                                                     |
| Décathlon détails | Robert Mathias (USA) 7 139 pts                                                     | Ignace Heinrich (FRA) 6 974 pts                                                      | Floyd Simmons (USA) 6 950 pts                                                     |
| Records et Performances - AR : Record continental (area record) - CR : Record des championnats (championship record) - MR : Record du meeting (meet record) - NR : Record national (national record) - OR : Record olympique (olympic record) - PR : Record paralympique (paralympic record) - PB : Record personnel (personal best) - SB : Meilleure performance personnelle de la saison (season's best) - WL : Meilleure performance mondiale de l'année (world leader) - WJR : Record du monde junior (world junior record) - WR : Record du monde (world record) Circonstances et Conditions - DNF : N'a pas terminé (did not finish) - DNS : N'a pas pris le départ (did not start) - DQ : Disqualification (disqualification) - NM : Aucun essai valable enregistré (No Mark) - Q : Qualifié « directement » au prochain tour (ou à la prochaine compétition), lors d'une compétition majeure, grâce au classement ou à la réalisation des minima (automatic qualifier) - q : Qualifié au prochain tour (ou à la prochaine compétition), lors d'une compétition majeure, grâce au repêchage ou à la réalisation de l'une des meilleures performances parmi celles des « non qualifiés directement » (grâce au meilleur temps ou à la meilleure distance par exemple) (secondary qualifier) |                                                                                    |                                                                                      |                                                                                   |

### Femmes
| Épreuves | Or | Argent                                                                        | Bronze                                                             |
| --- | --- | ----------------------------------------------------------------------------- | ------------------------------------------------------------------ |
| 100 m détails | Fanny Blankers-Koen (NED) 11 s 9 (OR)                                                                      | Dorothy Manley (GBR) 12 s 2                                                   | Shirley Strickland (AUS) 12 s 2                                    |
| 200 m détails | Fanny Blankers-Koen (NED) 24 s 4                                                                           | Audrey Williamson (GBR) 25 s 1                                                | Audrey Patterson (USA) 25 s 2                                      |
| 80 m haies détails | Fanny Blankers-Koen (NED) 11 s 2 (OR)                                                                      | Maureen Gardner (GBR) 11 s 2 (OR)                                             | Shirley Strickland (AUS) 11 s 4                                    |
| 4 × 100 m détails | Pays-Bas Xenia Stad-de Jong Jeanette Witziers-Timmer Gerda van der Kade-Koudijs Fanny Blankers-Koen 47 s 5 | Australie Shirley Strickland June Maston Elizabeth McKinnon Joyce King 47 s 6 | Canada Viola Myers Nancy MacKay Diane Foster Patricia Jones 47 s 8 |
| Saut en longueur détails | Olga Gyarmati (HUN) 5,69 m (OR)                                                                            | Noemí Simonetto (ARG) 5,60 m                                                  | Ann-Britt Leyman (SWE) 5,57 m                                      |
| Saut en hauteur détails | Alice Coachman (USA) 1,68 m (OR)                                                                           | Dorothy Tyler (GBR) 1,68 m (OR)                                               | Micheline Ostermeyer (FRA) 1,61 m                                  |
| Lancer du poids détails | Micheline Ostermeyer (FRA) 13,75 m (OR)                                                                    | Amelia Piccinini (ITA) 13,09 m                                                | Ine Schäffer (AUT) 13,08 m                                         |
| Lancer du disque détails | Micheline Ostermeyer (FRA) 41,92 m                                                                         | Edera Cordiale (ITA) 41,17 m                                                  | Jacqueline Mazéas (FRA) 40,47 m                                    |
| Lancer du javelot détails | Herma Bauma (AUT) 45,57 m (OR)                                                                             | Kaisa Parviainen (FIN) 43,79 m                                                | Lily Carlstedt (DEN) 42,08 m                                       |
| Records et Performances - AR : Record continental (area record) - CR : Record des championnats (championship record) - MR : Record du meeting (meet record) - NR : Record national (national record) - OR : Record olympique (olympic record) - PR : Record paralympique (paralympic record) - PB : Record personnel (personal best) - SB : Meilleure performance personnelle de la saison (season's best) - WL : Meilleure performance mondiale de l'année (world leader) - WJR : Record du monde junior (world junior record) - WR : Record du monde (world record) Circonstances et Conditions - DNF : N'a pas terminé (did not finish) - DNS : N'a pas pris le départ (did not start) - DQ : Disqualification (disqualification) - NM : Aucun essai valable enregistré (No Mark) - Q : Qualifié « directement » au prochain tour (ou à la prochaine compétition), lors d'une compétition majeure, grâce au classement ou à la réalisation des minima (automatic qualifier) - q : Qualifié au prochain tour (ou à la prochaine compétition), lors d'une compétition majeure, grâce au repêchage ou à la réalisation de l'une des meilleures performances parmi celles des « non qualifiés directement » (grâce au meilleur temps ou à la meilleure distance par exemple) (secondary qualifier) | |                                                                               |                                                                    |

## Tableau des médailles

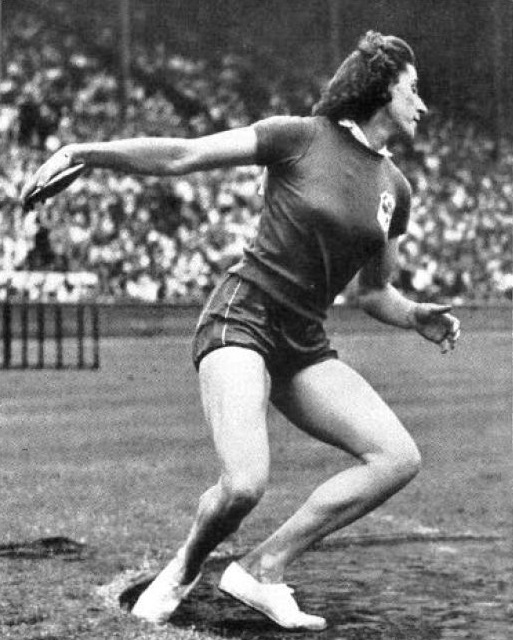
Micheline Ostermeyer championne olympique du lancer du disque.

| Rang  | Nation          | Or | Argent | Bronze | Total |
| ----- | --------------- | -- | ------ | ------ | ----- |
| 1     | États-Unis      | 12 | 5      | 10     | 27    |
| 2     | Suède           | 5  | 3      | 5      | 13    |
| 3     | Pays-Bas        | 4  | 0      | 2      | 6     |
| 4     | France          | 2  | 3      | 3      | 8     |
| 5     | Hongrie         | 2  | 0      | 1      | 3     |
| 6     | Australie       | 1  | 3      | 2      | 6     |
| 7     | Italie          | 1  | 3      | 1      | 5     |
| 8     | Finlande        | 1  | 2      | 0      | 3     |
| 9     | Jamaïque        | 1  | 2      | 0      | 3     |
| 10    | Argentine       | 1  | 1      | 0      | 2     |
| 10    | Tchécoslovaquie | 1  | 1      | 0      | 2     |
| 12    | Autriche        | 1  | 0      | 1      | 2     |
| 12    | Belgique        | 1  | 0      | 1      | 2     |
| 14    | Grande-Bretagne | 0  | 6      | 1      | 7     |
| 15    | Suisse          | 0  | 1      | 1      | 2     |
| 16    | Sri Lanka       | 0  | 1      | 0      | 1     |
| 16    | Norvège         | 0  | 1      | 0      | 1     |
| 16    | Yougoslavie     | 0  | 1      | 0      | 1     |
| 19    | Panama          | 0  | 0      | 2      | 2     |
| 20    | Canada          | 0  | 0      | 1      | 1     |
| 20    | Danemark        | 0  | 0      | 1      | 1     |
| 20    | Turquie         | 0  | 0      | 1      | 1     |
| Total | Total           | 33 | 33     | 33     | 99    |